# Gazsó László
Gazsó László (szlovákul: Ladislav Gažo, ukránul: Василь Гажо, Vaszil Gazso, oroszul: Василий Гажо, Vaszilij Gazso) (Ungvár, Ungi zsupa, Csehszlovákia, 1925. október 12.– Ungvár, 2004. december 20.) csehszlovák, magyar, ukrán és szovjet fedezet labdarúgó, labdarúgó-játékvezető és edző. A magyar nemzeti bajnokság második osztályában negyedik helyezést ért el (1944), az ukrán másodosztályú bajnokságban kétszer szerzett bajnoki címet (1950, 1953) úgy, hogy 1950-ben a csapatával az ukrán kupa győztese is lett. Emellett 1946-ban a szovjet kupasorozatnak a negyeddöntőse és 1953-ban az ukrán kupa elődöntőse is volt. A szovjet utánpótlás-csapatok közötti bajnokságának aranyérmese (1949).

## Pályafutása
Az Ungvári népiskolában tanult és már 11 évesen bekerült Kárpátalja akkori legjobb sportklubja, az SK Rusj Užhorod ificsapatába, amelyben Fedák László edző irányítása alatt elkezdődött a fokozatosan felfelé ívelő játékoskarrierje. (A csapat 1936-ban megnyerte az országos szlovák bajnokságot és az 1936/1937-es idényben kijutott a csehszlovák profiligába. A játékosok többsége tanár volt és a csapat a távolabb fekvő városokba tartandó mérkőzéseire, Európában az elsők között többnyire repülőgépekkel utazott, s ezért kiérdemelte a repülőtanárok becenevet.) Az aktív pályafutását az Ungvári SK Rusj II-ben folytatta és 1943-ban bekerült a magyar nemzeti bajnokság második osztályában szereplő SK Rusj Ungvár felnőtt keretébe. (Az első bécsi döntés (1938. november 2.) értelmében Felvidék és Kárpátalja egyes részeit visszacsatolták Magyarországhoz, és a visszatért területek futballcsapatai bekapcsolódtak a magyar labdarúgó-bajnokságba. Az ungvári csapat az 1943/1944-es szezonban a megtisztelő 4. helyett harcolta ki az NB II Északi csoportjában. A következő szezonban azonban több meccset már nem tudott lejátszani a magyar második osztályban, mert jött a front, a bajnokság félbeszakadt, illetve az első osztályú fővárosi csapatok részvételével hadi-bajnokságként decemberig folytatódott. Az Ungvári SK Rusj ezzel befejezte magyarországi szereplését.)
A második világháborút lezáró párizsi békeszerződések Kárpátalját a Szovjetunióhoz csatolták, és az Ukrajna része lett. 1946 őszén Gazsó átkerült az az első országos bajnoki címét éppen megszerző Ungvári Szpartak ukrán másodosztályú csapathoz, amely részvételével még abban az évben eljutott a szovjet kupasorozat negyeddöntőjéig. A Szpartak később ismét jeleskedett a kupamérkőzéseken és bejutott az ukrán labdarúgókupa zárószakaszába, amelyre 1948. október 3-26. között került sor Kijevben a Dinamo Stadionban és amelyben végül az Ungvári Szpartak akkori ellenfele - az első osztályú Dinamo Kijev - egy végig nagyon kiegyenlített meccsen győzött 2:1-re, és a végén megnyerte a tornát. A kijeviek csapatában akkor már két korábbi ungvári játékos - Láver György és Fábián János - is szerepelt, és a mérkőzés után (1948. október 20.) - a labdarúgás történetében egyedülálló módon - Gazsó László mellett a Szpartak további hét oszlopos tagja is meghívást kapott a fővárosi sztárcsapatba, nevezetesen: Tóth Dezső, Mihalina Mihály, Juszt Ernő, Komán Mihály, Szengetovszkij Zoltán, Godnicsák László és ifj. Györffy Zoltán. Ehhez, a magyar és csehszlovák labdarúgóiskolán felnövő, fiatal kárpátaljai tehetségekből álló csoporthoz két év múlva csatlakozott a munkácsi születésű Popovics Tibor is.) A Kijevi Dinamo utánpótlás kerete az ő részvételükkel 1949-ben kis-aranyérmeket szerzett az első ízben kiírt, a szovjet tartalékcsapatok közötti országos bajnokságon. A kijevi csapatban abban az évben már tíz fiatal kárpátaljai tehetség játszott, akik több éven keresztül oszlopos tagjai voltak a Dinamonak és kiemelkedő eredményeket értek el országos és nemzetközi szinten.
1950-ben Gazsó visszatért Ungvárra a Szpartakhoz, amelyben még több mint három szezont töltött és amelynek színeiben két országos bajnoki címet szerzett (1950, 1953), megnyerte az ukrán kupát (1950), s mindemellett 1952-ben az ukrán bajnokság 4. helyezettje és 1953-ban az ukrán kupasorozat elődöntőse is lett. Majd visszavonulva a versenysporttól játékos-edzője, később pedig vezetőedzője volt a városi és megyei labdarúgó-bajnokságban részt vevő Ungvári furnér- és bútorkombinát csapatának, amely 1954-ben megnyerte a Vörös Csillag Sportegyesület tagszervezetei részére kiirt országos labdarúgó-bajnokságot, és amelyben annak idején elkezdte fényes pályafutását Szabó József szovjet érdemes sportmester. Utána nyugdíjazásáig a Szpartak Uzsgorod ificsapatának edzőjeként dolgozott és hosszú éveken keresztül a Kárpátaljai Labdarúgó Szövetség Játékvezetői bizottságában vállalt különböző feladatokat és első osztályú labdarúgó-játékvezetőként városi, járási és megyei területen vezetett labdarúgó-mérkőzéseket.

## Sikerei, díjai
Magyarország
- Magyar bajnokság
  - 4. hely: 1944

Ukrajna
- Ukrán bajnokság
  - bajnok: 1950, 1953
  - 4. hely: 1952
- Ukrán kupa
  - győztes: 1950
  - elődöntős: 1953

Szovjetunió
- Szovjet kupa
  - negyeddöntős: 1946
- Szovjet tartalékcsapatok bajnoksága
  - bajnok: 1949

## Ajánlott irodalom
- Fedák László. Kárpátalja a sporteredmények tükrében (37., 43., 56., 115., 117., 136. és 137. oldal). Ungvár: Karpati (1994) (ukránul)
- Krajnyanica Péter. A kárpátaljai labdarúgás története (55., 67., 92. és 109. oldal). Ungvár: Karpati (2004) (ukránul)
- Mihalina László. Otthon minden kő megsegít... (44., 79. és 96. oldal). Vác: Kucsák Könyvkötészet és Nyomda (2011)